# Basma (Burkina Faso)
Pour les articles homonymes, voir Basma.
Basma est une localité située dans le département de Barsalogho de la province du Sanmatenga dans la région Centre-Nord au Burkina Faso.

## Géographie
Dispersé en plusieurs centres d'habitations, Basma se situe sur la rive gauche du lac de Basma à 17 km au sud de Barsalogho, le chef-lieu du département, et à environ 25 km au nord de Kaya.
Basma est au centre d'un ensemble de villages – constitué de Tamassogo, Kamsé, Kamsé-Peulh, Nakombogo, Ilyalla (dans le département voisin de Kaya) distants de moins de 3 km et par extension Gabou, Sidogo et Zimsa un peu plus lointains –, tous situés sur le pourtour du lac et étroitement associés dans leurs activités pour cette raison.

## Économie
L'économie du village repose essentiellement sur l'agriculture permise par l'irrigation rendue possible par le lac de retenue du barrage de Basma sur son pourtour et dans le bas-fond. 

## Éducation et santé
Basma accueille un centre de santé et de promotion sociale (CSPS) tandis que le centre médical avec antenne chirurgicale (CMA) se trouve à Barsalogho et le centre hospitalier régional (CHR) à Kaya.
Basma possède une école primaire publique,.

## Religion
Le village accueille la communauté religieuse catholique des Sœurs-Notre-Dame-du-Lac – rattachée aux Sœurs Franciscaines de la paroisse de Barsalogho – qui œuvre pour la population de Basma, que soit pour les cultures avec la création de jardins maraîchers ou l'accompagnement de jeunes filles.